# Comuna Mărgineni, Bacău
Mărgineni (în trecut, Mărgineni-Munteni, în maghiară Marzsinén) este o comună în județul Bacău, Moldova, România, formată din satele Barați, Luncani, Mărgineni (reședința), Pădureni, Podiș, Poiana, Trebeș și Valea Budului.

## Așezare
Comuna se află în nordul județului, la nord-vest de municipiul Bacău, pe malurile râului Trebiș (un afluent al Bistriței). Este străbătută de șoseaua națională DN2G, care leagă Bacăul de Moinești. La Mărgineni, acest drum se intersectează cu șoseaua județeană DJ119B, care o leagă spre nord de Hemeiuș (unde se termină în DN15) și spre sud de Măgura (unde se intersectează cu DN11), Luizi-Călugăra și Sărata.

## Demografie
Componența etnică a comunei Mărgineni
     Români (87,21%)
     Alte etnii (0,17%)
     Necunoscută (12,62%)
Componența confesională a comunei Mărgineni
     Ortodocși (44,14%)
     Romano-catolici (41,56%)
     Alte religii (1,03%)
     Necunoscută (13,27%)
Conform recensământului efectuat în 2021, populația comunei Mărgineni se ridică la 9.594 de locuitori, în creștere față de recensământul anterior din 2011, când fuseseră înregistrați 7.993 de locuitori. Majoritatea locuitorilor sunt români (87,21%), iar pentru 12,62% nu se cunoaște apartenența etnică. Din punct de vedere confesional, cei mai mulți locuitori sunt ortodocși (44,14%), cu o minoritate de romano-catolici (41,56%), iar pentru 13,27% nu se cunoaște apartenența confesională.

## Politică și administrație
Comuna Mărgineni este administrată de un primar și un consiliu local compus din 17 consilieri. Primarul, Ioan Gheorgheș[*], de la Partidul Național Liberal, este în funcție din 1 noiembrie 2024. Începând cu alegerile locale din 2024, consiliul local are următoarea componență pe partide politice:
|  | Partid                          | Consilieri | Componența Consiliului | Componența Consiliului | Componența Consiliului | Componența Consiliului | Componența Consiliului | Componența Consiliului |
|  | ------------------------------- | ---------- | ---------------------- | ---------------------- | ---------------------- | ---------------------- | ---------------------- | ---------------------- |
|  | Partidul Național Liberal       | 6          |                        |                        |                        |                        |                        |                        |
|  | Partidul Social Democrat        | 6          |                        |                        |                        |                        |                        |                        |
|  | Uniunea Salvați România         | 2          |                        |                        |                        |                        |                        |                        |
|  | Alianța pentru Unirea Românilor | 2          |                        |                        |                        |                        |                        |                        |
|  | Partidul Patrioților            | 1          |                        |                        |                        |                        |                        |                        |

## Istorie
La sfârșitul secolului al XIX-lea, comuna purta numele de Mărgineni-Munteni, făcea parte din plasa Bistrița de Jos a județului Bacău și era formată din satele
Mărgineni-Munteni, Mărgineni-Unguri, Valea Budului și Gherăești, cu 1498 de locuitori. În comună existau o școală mixtă cu 55 de elevi înființată în 1868, o biserică ortodoxă la Mărgineni-Munteni și una catolică la Mărgineni-Unguri, iar principalii proprietari de terenuri erau Sandu Crupensky, frații Brăescu și D. Frunză. La acea vreme, pe teritoriul actual al comunei mai funcționau în aceeași plasă și comunele Luncani și Slobozia-Luncani. Comuna Luncai compusă din satele Luncani, Tocila, Lingurari și Chetrosu, cu 1007 locuitori ce trăiau în 254 de case; aici existau o școală mixtă cu 20 de elevi deschisă la Luncani în 1857 și o biserică ortodoxă. Comuna Slobozia-Luncani, formată din satele Slobozia-Luncani (Podișul), Șerpenu, Dubașu, Râpa-Iepei și Mărgineni-Luncani, având în total 671 de locuitori; exista în comună doar o biserică ridicată în 1845.
Anuarul Socec din 1925 consemnează desființarea comunelor înconjurătoare Fântânele și Osebiți-Mărgineni, comuna având acum numele de Mărgineni, preluând câteva sate ale acestora și ajungând la 4250 de locuitori. Ea făcea parte din plasa Bistrița a aceluiași județ și era compusă din satele Barați, Gherăești, Mărgineni-Munteni, Mărgineni-Ungureni, Secătura, Sohodolu-Crihan, Trebișu și Valea Budului. Comuna Slobozia-Luncani a fost și ea desființată, satul ei de reședință împreună cu majoritatea restului satelor trecând la comuna Luncani. Aceasta avea 1662 de locuitori în satele Chetroiu, Dubașu, Lingurari, Luncani, Pietraru, Podișu, Râpa Iepii, Șerpeni și Tocila. În 1931, satul Măgureni-Ungureni a fost redenumit în Măgureni-Răzeși.
În 1950, comuna a trecut în subordinea orașului regional Bacău, reședința regiunii Bacău. Satul Secătura a primit în 1964 denumirea de Pădureni, iar satul Lingurari al comunei Luncani a primit numele de Poiana. În 1968, Mărgineni a devenit comună suburbană a municipiului Bacău. Tot atunci, comuna Luncani a fost desființată și inclusă în comuna Mărgineni, iar satele Mărgineni-Răzeși și Mărgineni-Munteni au fost comasate formând satul Mărgineni, iar satele Tocila, Dubas și Chetrosu au fost desființate și comasate primele două cu satul Podiș și ultimul cu satul Luncani.

## Monumente istorice
În comuna Mărgineni se află biserica de lemn „Intrarea în Biserică” datând din 1777, monument istoric de arhitectură de interes național, aflată în satul Luncani.

## Personalități
- Constantin Cândea, profesor universitar doctor inginer în chimie, rectorul Universității „Politehnica” Timișoara.
- Alexandru Piru (n. 22 august 1917, Mărgineni, Bacău - d. 1993, București) critic și istoric literar român, profesor de literatură la Facultatea de Litere a Universității din București. A fost senator român în legislatura 1990-1992.